# Silbury Hill

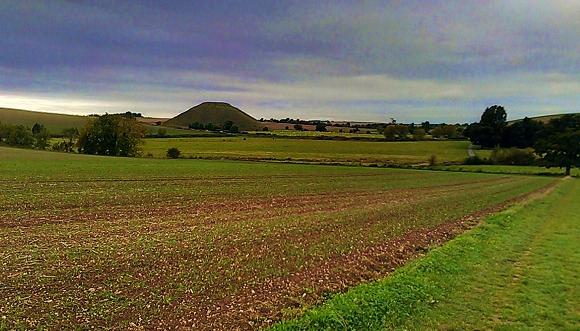
Silbury Hill – Ansicht aus der Ferne

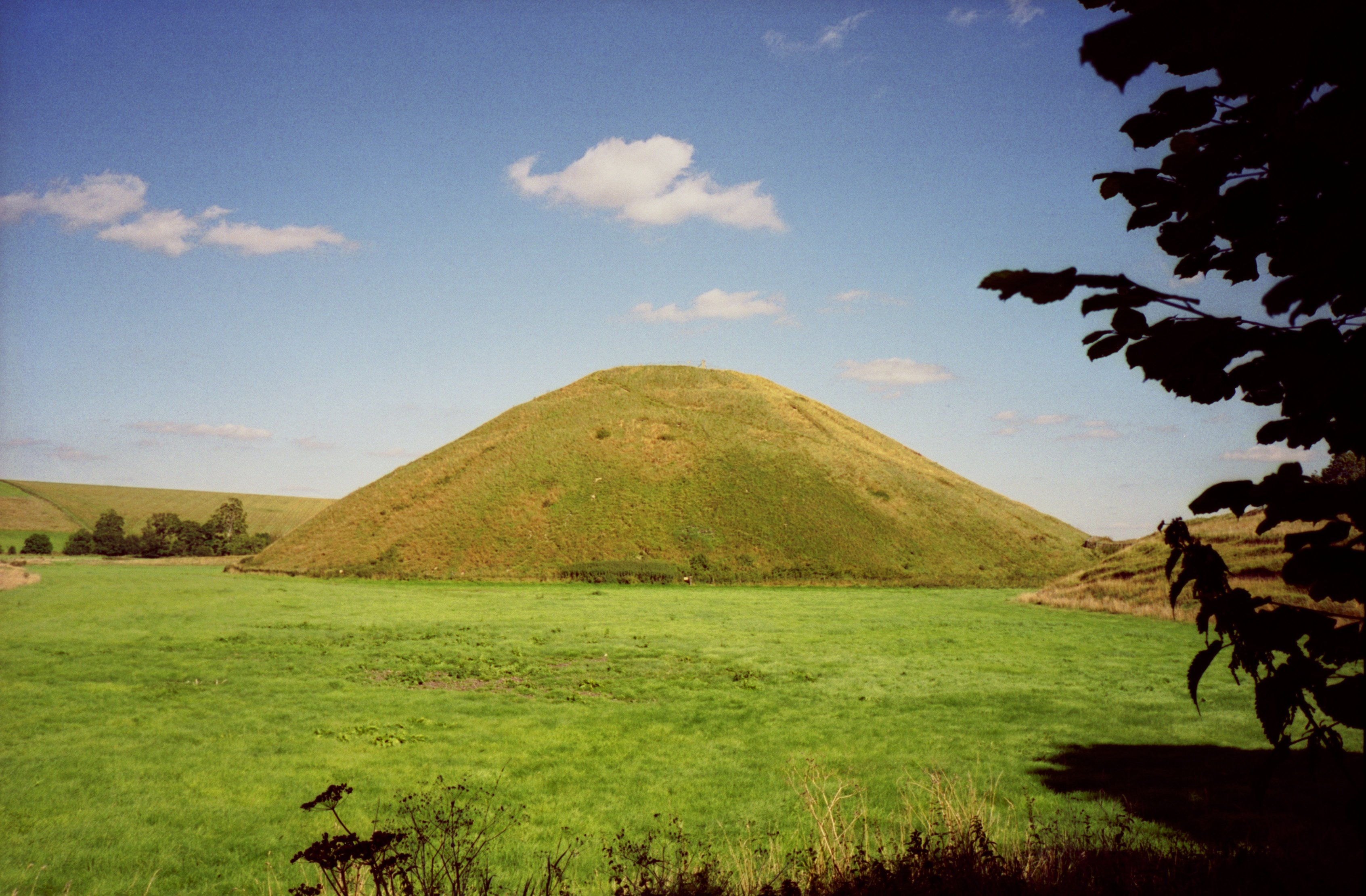
Silbury Hill – Ansicht von Westen

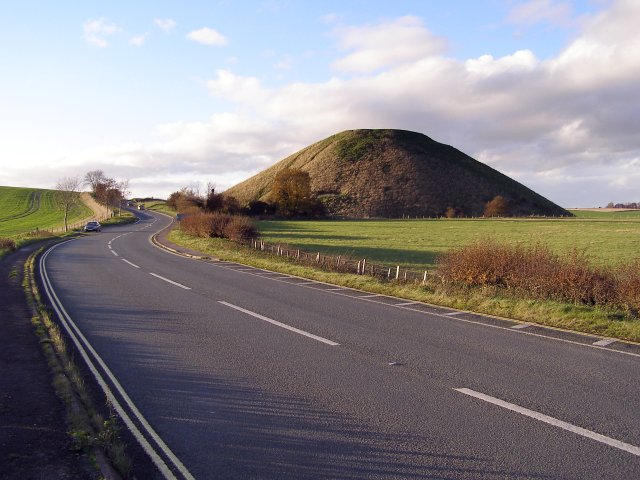
Silbury Hill – Ansicht von Südosten

Der Silbury Hill liegt bei dem Dörfchen Avebury in der zeremoniellen Grafschaft Wiltshire im Südwesten Großbritanniens. Er ist mit knapp 40 m Höhe, 167 m Durchmesser und einem Rauminhalt von ca. 248.000 m³ der zweitgrößte prähistorische künstlich aufgeschüttete Hügel Europas und einer der größten der Welt. Den Gipfel des gleichmäßig kegelförmigen Hügels bildet ein fast ebenes Plateau von 30 m Durchmesser.
Zusammen mit Stonehenge, Avebury, dem West Kennet Long Barrow und benachbarten prähistorischen Monumenten, wurde der Hügel im Jahr 1986 in die Denkmälerliste des UNESCO-Welterbes aufgenommen.

## Lage
Der Silbury Hill liegt bei direktem Sichtkontakt nur ca. 1150 m in Luftlinie südlich des Steinkreises von Avebury – auf der Landstraße eine Fahrtstrecke von knapp 3 km. Der monumentale Steinkreis von Stonehenge befindet sich in Luftlinie ca. 26 km südlich. Errichtet wurde der Hügel auf der Talsohle des Flüsschens Kennet, eines rechten Nebenflusses der Themse, das nahebei in den North Wessex Downs, der charakteristischen Kreidehügellandschaft der Region, entspringt.
Der Hügel diente in römischer Zeit als Landmarke und den Sachsen im 11. Jahrhundert als Bauplatz für eine Befestigungsanlage.

## Datierung
Das Alter des Silbury Hill wird heute auf der Grundlage der Radiokarbondatierungen zahlreicher Werkzeugfragmente aus Hirschgeweih auf etwa 4400 bis 4500 Jahre (ca. 2400 v. Chr.) geschätzt. Der Hügel gehört damit zu den jüngeren steinzeitlichen Monumenten im Raum Avebury/Stonehenge.

## Grabungen
Obwohl der Silbury Hill an ein überdimensionales Hügelgrab erinnert, wurden keine menschlichen Überreste oder Grabbeigaben darin gefunden. Seine Zweckbestimmung gilt daher als ungeklärt, obwohl es mindestens sechs bekannte Versuche gibt, den Zweck des Hügels zu klären.
Einen senkrechten Schacht ließ der Duke of Northumberland im Jahre 1776 anlegen. John Merewether ließ von 1849 bis 1851 einen Stollen zum Zentrum anlegen.
Die Tunnelgrabung von Richard Atkinson klärte 1968–1970 den Aufbau des runden Hügels. Silbury Hill wurde in drei Baustufen erstellt. Die unterste Schicht besteht aus Torf, der in einer flachen Mulde aufgeschüttet worden ist. Dieser wurde mit Lagen von Erde, Geröll und Kreide bedeckt. Da im Torf geflügelte Ameisen gefunden wurden, wird vermutet, dass die Arbeiten im späten Juli oder August stattgefunden haben – die Ameisen schwärmen zu dieser Jahreszeit.
Der erste Hügel hatte einen Durchmesser von 36 m und wurde praktisch sofort nach Fertigstellung in seiner Größe verdoppelt. Die Kreide dafür wurde aus einer 6 m tiefen Grube gefördert. Diese Schicht wurde mit dem heute sichtbaren Hügel abgedeckt. Diese dritte Schicht war die umfangreichste Baustufe und erforderte eine ausgeklügelte Planung und ca. sechs Millionen Personenstunden Bauzeit. Sie vergrößerte den Durchmesser des Hügels auf ca. 167 m.
Die dritte Schicht wurde aus Kalkstein, der aus einer bis zu 9 m tiefen Grube gefördert wurde, in mehreren Terrassen (oder in einer gestuften Spirale) erbaut, die jeweils von Mauern aus Kreide abgeschlossen wurden. Die Räume hinter den Mauern wurden mit noch mehr Kreide aufgefüllt, ebenso die Kanten der Terrassen, um den Hügel zu glätten. Nur die oberste Terrasse wurde belassen. Funde sind spärlich und bestehen aus wenigen Geweihhacken. An Pflanzenresten fanden sich Moose, Taubenskabiose (Scabiosa columbaria) und Kleiner Wiesenknopf (Sanguisorba minor).
Neben der aufwändigen Organisation des Bauvorhabens (Planung, Transport) mussten die Arbeitskräfte motiviert und ernährt werden, was eine erhebliche gesellschaftliche Komplexität sowie eine hohe jahrelange Überproduktion von Nahrungsmitteln voraussetzt.
Im Juni 2007 wurden umfangreiche Baumaßnahmen zum Schutz des Denkmals durchgeführt. Weitere Stabilisierungsmaßnahmen sind geplant, da durch die früheren Untersuchungen der Hügel destabilisiert wurde. Insbesondere wurde Atkinsons Tunnel verfüllt. Die Arbeiten wurden im April 2008 abgeschlossen.
Im Alexander-Keiller-Museum in Avebury werden Fundstücke aus diesem Grabungsgebiet der Öffentlichkeit präsentiert.